# Xvid
Chronologie des versions
DivX ;-) (d)
Xvid est une implémentation de la norme MPEG-4 Part 2 de codage vidéo et distribué sous GNU GPL. À l'origine basé sur OpenDivX, Xvid fut développé par un groupe de volontaires après que les sources de OpenDivX eurent cessé d'être disponibles.
Xvid supporte le profil « Advanced Simple » MPEG-4 Part 2 comportant des outils algorithmiques supplémentaires par rapport au profil « Simple » tels que les B-frames, la compensation de mouvement au quart de pixel, la compensation de mouvement globale ainsi que deux méthodes de quantification (H.263 et MPEG). Du côté du codeur, certaines techniques ont été développées telles « lumi masking » et quantification par treillis.
Les méthodes et algorithmes de la norme MPEG-4 Part 2 sont brevetés et les licences d'utilisation de cette technologie sont gérées par MPEG-LA. Cependant, Xvid ne respecte pas le paiement d'une redevance (« royalties ») et implémente ainsi la technologie développée par le consortium MPEG gratuitement. À cause de cela, les versions 0.9.x de Xvid ont été déclarées illégales dans les pays où les brevets de ce type ont cours (ce n'est pas le cas en Europe). À partir de la version 1.x, Xvid est distribué sous GNU GPL sans restriction géographique.
Le principal concurrent de Xvid est DivX. Alors que Xvid est un logiciel libre (code source disponible et librement modifiable), DivX est distribué comme gratuiciel (juste les fichiers binaires et il est illégal de les modifier) ou alors en version Pro, payante, comportant l'encodeur. Par ailleurs, DivX paie des redevances à MPEG-LA puisqu'il « emprunte » les technologies de la norme MPEG-4.

## Historique
En janvier 2001, DivX Networks lança OpenDivX comme une partie du projet Mayo (qui devait être un lieu de regroupement pour les codecs multimédia open source). OpenDivX était alors un codec open source, basé sur le codec MPEG-4 MoMuSys. Toutefois, le code source était placé sous une licence restrictive et seuls les membres du DivX Advanced Research Centre (DARC) avaient un droit d'accès en écriture au code source  sur le serveur CVS du projet. Début 2001, un membre du DARC, Sparky, écrivit une version améliorée de l'encodeur, appelée « encore2 ». En avril 2001, cette version fut retirée du CVS sans avertissement. L'explication donnée fut : « we [our bosses] decided that we are not ready to have it in public yet » (« nous [nos chefs] avons décidé de ne pas le rendre public pour l'instant »).
En juin 2001, les développeurs commencèrent à se plaindre de la faible activité du projet. Peu après, le DARC publia une version bêta (et closed source) de leur encodeur DivX 4, qui était basée sur encore2. Certains accusèrent alors DivX Networks d'avoir lancé OpenDivX dans le seul but de récolter des idées pour les réutiliser dans leur codec DivX 4, tandis que d'autres étaient déçus que ce projet ait été qualifié d’« open source ». C'est après tout cela qu'une nouvelle branche de OpenDivX fut créée : Xvid.

## Controverse avec Sigma Designs
En juillet 2002, Sigma Designs sort un codec vidéo MPEG-4 nommé REALmagic MPEG-4 Video Codec. Quelque temps plus tard, des personnes testant ce nouveau codec trouvent qu'il contient beaucoup de code du projet Xvid. Sigma Designs est alors contacté et confirme qu'un programmeur a basé REALmagic sur Xvid, mais assure que le code GPL devrait être remplacé pour éviter les violations de la GPL (dans ce cas l'obligation de publier les modifications qu'on apporte sur un code source sous cette licence).
Quand Sigma Designs livre la version annoncée réécrite du codec REALmagic, l'équipe du projet Xvid le désassemble et conclut qu'il reste encore du code de Xvid, la version a été modifiée pour tenter de masquer la présence de parties de Xvid. Les développeurs de Xvid décident d'arrêter le développement et se tournent vers le public pour forcer Sigma Designs à respecter les termes de la licence GPL. Après la publication d'articles comme sur Slashdot, en août 2002, Sigma Designs accepte de publier leur code source.